# Sali
Sali je naselje ter manjše pristanišče na Dugem otoku (Hrvaška), ki je središče občine Sali Zadrske županije.

## Geografija
Sali leži na severozahodni obali istoimenskega zaliva na otoku. Kraj je s cesto preko Žmana povezan z ostalimi naselji na otoku.
Na koncu zaliva je pristan. Vstop v pristan varujeta dva valobrana: na prvem okoli 70 metrov dolgem stoji svetilnik. Tu so tudi privezi za ribiške ladje, ob druhem manjšem pa so privezana plovila domačinov. Zaliv je odprt južnim vetrovom.

## Demografija
| Pregled števila prebivalcev po letih | Pregled števila prebivalcev po letih | Pregled števila prebivalcev po letih | Pregled števila prebivalcev po letih | Pregled števila prebivalcev po letih | Pregled števila prebivalcev po letih | Pregled števila prebivalcev po letih | Pregled števila prebivalcev po letih | Pregled števila prebivalcev po letih | Pregled števila prebivalcev po letih | Pregled števila prebivalcev po letih | Pregled števila prebivalcev po letih | Pregled števila prebivalcev po letih | Pregled števila prebivalcev po letih | Pregled števila prebivalcev po letih |
| ------------------------------------ | ------------------------------------ | ------------------------------------ | ------------------------------------ | ------------------------------------ | ------------------------------------ | ------------------------------------ | ------------------------------------ | ------------------------------------ | ------------------------------------ | ------------------------------------ | ------------------------------------ | ------------------------------------ | ------------------------------------ | ------------------------------------ |
| 1857                                 | 1869                                 | 1880                                 | 1890                                 | 1900                                 | 1910                                 | 1921                                 | 1931                                 | 1948                                 | 1953                                 | 1961                                 | 1971                                 | 1981                                 | 1991                                 | 2001                                 |
| 449                                  | 644                                  | 586                                  | 713                                  | 830                                  | 880                                  | 1117                                 | 1097                                 | 1230                                 | 1227                                 | 1178                                 | 1106                                 | 877                                  | 1190                                 | 769                                  |

## Gospodarstvo
Sali je gospodarsko središče, ribiško pristanišče in pomembena turistična destinacija otoka. Tu je potapljaška baza, kjer tudi polnijo potapljaške jeklenke. V kraju obratuje »Tovarna ribjih konzerv«. Prebivalci pa se ukvarjajo še s poljedelstvom, predvsem s pridelavo oljk.
V kraju je hotel Sali.

## Zgodovina
Naselje Sali je dobilo ime po solinah, ki so bile zgrajene v plitvem zalivu. Prvotno naselje je bilo postavljeno sicer malo bolj odmaknjeno od morja, kot zdajšnje, ki je na obali.
V vasi stoji gotska cerkev Uzašašća Marijina, postavljena na temeljih starejše cerkve iz zgodnjega srednjega veka. Okoli cerkve je lapidarij z nagrobnimi ploščami napisanimi v glagolici. Druga cerkev  v vasi je cerkvica sv. Nikole, ki se prvič omenja leta 1644.
Med primerki hišne arhitekture so zanimive gotsko-renesančna hiša družine Rančić, dve renesančni hiši družine Gverini, ki ju obdaja park, in baročna hiša Petricioli iz 17. stoletja.

## Ljudje, povezani s krajem
- Božidar Finka (1925–1999), hrvaški jezikoslovec